# Věty o dimenzi
V lineární algebře se dokazují dvě užitečná tvrzení svazující dimenze jistých podprostorů vektorového prostoru. Mějme vektorový prostor V nad nějakým tělesem. První tvrzení dává do souvislosti dimenze dvou vektorových podprostorů prostoru V a dimenzí jejich součtu a průniku - tzv. první věta o dimenzi zvaná též věta o dimenzích součtu a průniku podprostorů. Druhé tvrzení pak udává vztah mezi dimenzemi jádra a oboru hodnot libovolného lineárního zobrazení (konečněrozměrného) mezi dvěma vektorovými prostory - tzv. druhá věta o dimenzi, nazývaná také věta o dimenzích jádra a obrazu.

## První věta o dimenzi
Nechť {\displaystyle \scriptstyle V} je vektorový prostor nad tělesem {\displaystyle \scriptstyle \mathbb {T} }. Dále nechť {\displaystyle \scriptstyle P} a {\displaystyle \scriptstyle Q} jsou podprostory prostoru {\displaystyle \scriptstyle V} konečných dimenzí, tj. {\displaystyle \scriptstyle P\subset V}, {\displaystyle \scriptstyle \dim P<\infty } a {\displaystyle \scriptstyle Q\subset V}, {\displaystyle \scriptstyle \dim Q<\infty }. Pak platí
{\displaystyle \dim(P+Q)+\dim(P\cap Q)=\dim P+\dim Q.}
Pro direktní součet podprostorů pak speciálně
{\displaystyle \dim(P\oplus Q)=\dim P+\dim Q.}

### Důkaz
Pokud je {\displaystyle \scriptstyle P} podprostor prostoru {\displaystyle \scriptstyle Q}, tj. {\displaystyle \scriptstyle P\subset Q}, tak tvrzení věty zjevně platí, neboť pak {\displaystyle \scriptstyle Q=P+Q}, {\displaystyle \scriptstyle P=P\cap Q} a {\displaystyle \scriptstyle \dim P=\dim(P\cap Q)}, {\displaystyle \scriptstyle \dim Q=\dim(P+Q)}. Totožně by se postupovalo, byl-li by {\displaystyle \scriptstyle Q} podprostorem {\displaystyle \scriptstyle P}. Nechť tedy dále není ani jeden podprostor podmnožinou toho druhého. V obou podprostorech určitě leží nulový vektor, můžeme proto rozlišit případ, kdy je průnik {\displaystyle \scriptstyle P\cap Q=\{{\vec {0}}\}} a kdy v průniku leží i nějaký nenulový vektor. Předpokládejme nejprve druhou zmíněnou možnost, tzn. v průniku obou podprostorů leží nenulový vektor. Protože průnik podprostorů je opět podprostor je tato podmínka ekvivalentní tomu, že průnik {\displaystyle \scriptstyle P} a {\displaystyle \scriptstyle Q} je netriviální podprostor. Z konečnosti dimenzí {\displaystyle \scriptstyle P} a {\displaystyle \scriptstyle Q} musí být tento podprostor konečněrozměrný, nechť {\displaystyle \scriptstyle \dim(P\cap Q)=n\ <\ +\infty }. V {\displaystyle \scriptstyle P\cap Q} tedy existuje {\displaystyle \scriptstyle n}-členná báze {\displaystyle \scriptstyle \{{\vec {e}}_{1},\ldots ,{\vec {e}}_{n}\}}. Nechť {\displaystyle \scriptstyle \dim P=p\ <\ +\infty } a {\displaystyle \scriptstyle \dim Q=q\ <\ +\infty }. Je zřejmé, že {\displaystyle \scriptstyle n<p,n<q}. Myšlenka důkazu je taková, že bázi průniku doplníme na bázi prostorů {\displaystyle \scriptstyle P} a {\displaystyle \scriptstyle Q}. Z toho už bude tvrzení věty ihned vyplývat. Protože {\displaystyle \scriptstyle P\cap Q\subset P} a {\displaystyle \scriptstyle P\cap Q\subset Q}, lze zřejmě doplnit bázi průniku {\displaystyle \scriptstyle P\cap Q} jednak na bázi prostoru {\displaystyle \scriptstyle P}, jednak na bázi prostoru {\displaystyle \scriptstyle Q}. Označme bázi prostoru {\displaystyle \scriptstyle P} a prostoru {\displaystyle \scriptstyle Q} po řadě
{\displaystyle \{{\vec {e}}_{1},\ldots ,{\vec {e}}_{n},{\vec {e}}_{1}^{P},\ldots ,{\vec {e}}_{p-n}^{P}\},\quad \{{\vec {e}}_{1},\ldots ,{\vec {e}}_{n},{\vec {e}}_{1}^{Q},\ldots ,{\vec {e}}_{q-n}^{Q}\},}
kde jsme vektory {\displaystyle \scriptstyle {\vec {e}}_{i}^{P}}, resp. {\displaystyle \scriptstyle {\vec {e}}_{i}^{Q}}, doplnily bázi průniku na bázi prostoru {\displaystyle \scriptstyle P}, resp. {\displaystyle \scriptstyle Q}.
Abychom měli všechny ingredience potřebné pro dokončení důkazu, potřebujeme ještě najít vhodnou bázi součtu podprostorů {\displaystyle \scriptstyle P+Q} (součet podprostorů je opět podprostor). Ukážeme, že množina vektorů
{\displaystyle {\mathcal {E}}=\{{\vec {e}}_{1},\ldots ,{\vec {e}}_{n},{\vec {e}}_{1}^{P},\ldots ,{\vec {e}}_{p-n}^{P},{\vec {e}}_{1}^{Q},\ldots ,{\vec {e}}_{q-n}^{Q}\}}
je naší vhodnou bází tohoto prostoru. Aby výše uvedená množina vektorů byla bází, musí generovat celý prostor {\displaystyle \scriptstyle P+Q} a současně musí být lineárně nezávislá. První vlastnost je zřejmá z toho, jak jsme tuto množinu vektorů zkonstruovali. Dokažme tedy lineární nezávislost. Mějme tedy lineární kombinaci výše uvedených vektorů, dávající nulový vektor
{\displaystyle {\vec {0}}=\alpha _{1}{\vec {e}}_{1}+\ldots +\alpha _{n}{\vec {e}}_{n}+\beta _{1}{\vec {e}}_{1}^{P}+\ldots +\beta _{p-n}{\vec {e}}_{p-n}^{P}+\gamma _{1}{\vec {e}}_{1}^{Q}+\ldots +\gamma _{q-n}{\vec {e}}_{q-n}^{Q}=\sum _{i=1}^{n}\alpha _{i}{\vec {e}}_{i}+\sum _{i=1}^{p-n}\beta _{i}{\vec {e}}_{i}^{P}+\sum _{i=1}^{q-n}\gamma _{i}{\vec {e}}_{i}^{Q}.}
Chceme ukázat, že všechny koeficienty {\displaystyle \alpha _{i},\beta _{i},\gamma _{i}} už musí být nutně nulové. Přepišme si tuto lineární kombinaci do tvaru
{\displaystyle \sum _{i=1}^{n}\alpha _{i}{\vec {e}}_{i}+\sum _{i=1}^{p-n}\beta _{i}{\vec {e}}_{i}^{P}=-\sum _{i=1}^{q-n}\gamma _{i}{\vec {e}}_{i}^{Q}.}
Na levé straně máme vektor z prostoru {\displaystyle \scriptstyle P}, na druhé straně rovnosti pak vektor z {\displaystyle \scriptstyle Q}. Z rovnosti tedy plyne, že se jedná o vektor z průniku {\displaystyle \scriptstyle P\cap Q}. Lze ho tedy napsat jako lineární kombinaci
{\displaystyle \sum _{i=1}^{n}{\tilde {\alpha }}_{i}{\vec {e}}_{i},}
pro jisté koeficienty {\displaystyle \scriptstyle {\tilde {\alpha }}_{i}}. Dostáváme tak dvě rovnosti
{\displaystyle \sum _{i=1}^{n}\alpha _{i}{\vec {e}}_{i}+\sum _{i=1}^{p-n}\beta _{i}{\vec {e}}_{i}^{P}=\sum _{i=1}^{n}{\tilde {\alpha }}_{i}{\vec {e}}_{i},\quad \sum _{i=1}^{n}{\tilde {\alpha }}_{i}{\vec {e}}_{i}=-\sum _{i=1}^{q-n}\gamma _{i}{\vec {e}}_{i}^{Q},}
které si můžeme zapsat způsobem
{\displaystyle \sum _{i=1}^{n}(\alpha _{i}-{\tilde {\alpha }}_{i}){\vec {e}}_{i}+\sum _{i=1}^{p-n}\beta _{i}{\vec {e}}_{i}^{P}={\vec {0}},\quad \sum _{i=1}^{n}{\tilde {\alpha }}_{i}{\vec {e}}_{i}+\sum _{i=1}^{q-n}\gamma _{i}{\vec {e}}_{i}^{Q}={\vec {0}}.}
První rovnice obsahuje lineární kombinaci bazických vektorů prostoru {\displaystyle \scriptstyle P} rovnající se nulovému vektoru. Koeficienty u těchto vektorů tedy musí být nulové. Podobně i pro druhou rovnici, kde vystupují bazické vektory prostoru {\displaystyle \scriptstyle Q}. Máme tedy
{\displaystyle (\forall i\in \{1,\ldots ,n\})(\alpha _{i}-{\tilde {\alpha }}_{i}=0)\ \wedge \ (\forall i\in \{1,\ldots ,p-n\})(\beta _{i}=0),\quad (\forall i\in \{1,\ldots ,n\})({\tilde {\alpha }}_{i}=0)\ \wedge \ (\forall i\in \{1,\ldots ,q-n\})(\gamma _{i}=0).}
Všechny koeficienty jsou tedy nulové a my jsme tím ukázali, že množina {\displaystyle \scriptstyle {\mathcal {E}}} je bází prostoru {\displaystyle \scriptstyle P+Q}. Protože tato báze obsahuje {\displaystyle \scriptstyle n+(p-n)+(q-n)} vektorů, máme {\displaystyle \scriptstyle \dim(P+Q)=p+q-n}. Celkově
{\displaystyle \dim(P+Q)+\dim(P\cap Q)=(p+q-n)+n=p+q=\dim P+\dim Q,}
což jsme měli dokázat. Zbývá ještě případ, kdy {\displaystyle \scriptstyle P\cap Q=\{{\vec {0}}\}}. (To je ekvivalentní tomu, že součet prostorů {\displaystyle \scriptstyle P} a {\displaystyle \scriptstyle Q} je direktní.) Platí tedy {\displaystyle \scriptstyle \dim(P\cap Q)=0}. Postupem analogickým tomu výše se ukáže, že {\displaystyle \scriptstyle \dim(P+Q)=p+q=\dim P+\dim Q.}

### Příklad
Uvažujme vektorový prostor {\displaystyle \scriptstyle \mathbb {R} ^{5}} s klasicky definovanými operacemi sčítání a násobení vektoru číslem. Mějme v tomto prostoru dva lineární obaly tvaru
{\displaystyle P=\left\{{\begin{pmatrix}2\\0\\3\\0\\0\end{pmatrix}},{\begin{pmatrix}2\\5\\3\\0\\1\end{pmatrix}},{\begin{pmatrix}1\\0\\0\\2\\0\end{pmatrix}}\right\}_{\text{lin}},\quad Q=\left\{{\begin{pmatrix}3\\1\\3\\3\\0\end{pmatrix}},{\begin{pmatrix}2\\0\\1\\0\\4\end{pmatrix}},{\begin{pmatrix}0\\4\\3\\0\\0\end{pmatrix}}\right\}_{\text{lin}}.}
Není těžké ukázat, že generátory lineárního obalu {\displaystyle \scriptstyle P} (tj. vektory vyobrazené ve složených závorkách) jsou lineárně nezávislé. Dimenze podprostoru {\displaystyle \scriptstyle P} je tedy 3 (mám tři lineárně nezávislé generátory). Podobně pro obal {\displaystyle \scriptstyle Q}. Z první věty o dimenzi plyne, že
{\displaystyle \dim P+\dim Q=3+3=6=\dim(P+Q)+\dim(P\cap Q).}
Protože je ale součet {\displaystyle \scriptstyle P+Q} stále podprostorem pětidimenzionálního vektorového prostoru {\displaystyle \scriptstyle \mathbb {R} ^{5}}, nemůže jeho dimenze přesáhnout hodnotu 5. Ze vzorce výše tedy rovnou plyne, že průnik {\displaystyle \scriptstyle P\cap Q} je podprostor dimenze alespoň jedna. Existuje tedy nenulový vektor ležící v {\displaystyle \scriptstyle P} a současně v {\displaystyle \scriptstyle Q}. Tuto skutečnost jsme tedy odvodili čistě ze znalostí dimenzí podprostorů {\displaystyle \scriptstyle P} a {\displaystyle \scriptstyle Q}, aniž bychom blíže zkoumali jejich vlastnosti.

## Druhá věta o dimenzi
Nechť {\displaystyle \scriptstyle P} a {\displaystyle \scriptstyle Q} jsou dva vektorové prostory nad stejným číselným tělesem {\displaystyle \scriptstyle \mathbb {T} } a nechť {\displaystyle \scriptstyle A} je lineární zobrazení prostoru {\displaystyle \scriptstyle P} do prostoru {\displaystyle \scriptstyle Q}, tj. {\displaystyle \scriptstyle A\in {\mathcal {L}}(P,Q)}. Dále nechť {\displaystyle \scriptstyle P} má konečnou dimenzi, tj. {\displaystyle \scriptstyle \dim P<\infty }. Pak platí vztah
{\displaystyle \dim \ker A+\dim {\text{ran}}\,A=\dim P,}
kde {\displaystyle \scriptstyle \ker A} značí jádro zobrazení A a {\displaystyle \scriptstyle {\text{ran}}\,A} jeho obor hodnot.

### Důkaz
Označme si {\displaystyle \scriptstyle \dim P=n}. Lze ukázat, že vzor množiny lineárně nezávislých vektorů při lineárním zobrazení je opět soubor lineárně nezávislých vektorů. To znamená, že kdyby v množině {\displaystyle \scriptstyle A(P)} (tj. vzoru prostoru {\displaystyle \scriptstyle P} při zobrazení {\displaystyle \scriptstyle A}) bylo více než {\displaystyle \scriptstyle n} lineárně nezávislých vektorů, tak je tolik lineárně nezávislých vektorů i v prostoru {\displaystyle \scriptstyle P}, což je spor s tím, že dimenze {\displaystyle \scriptstyle P} je {\displaystyle \scriptstyle n}. Dimenze obrazu zobrazení {\displaystyle \scriptstyle A} je tedy konečná a není větší než {\displaystyle \scriptstyle n}. Označme si tuto dimenzi jako {\displaystyle \scriptstyle k}. V {\displaystyle \scriptstyle A(P)} tedy existuje {\displaystyle \scriptstyle k}-členná báze, označme si bazické vektory jako {\displaystyle \scriptstyle {\vec {y}}_{1},\ldots ,{\vec {y}}_{k}}. Vektory {\displaystyle \scriptstyle {\vec {x}}_{i}} z prostoru {\displaystyle \scriptstyle P} takové, že {\displaystyle \scriptstyle (\forall i\in \{1,\ldots ,k)(A{\vec {x}}_{i}={\vec {y}}_{i})} (tj. vzory {\displaystyle \scriptstyle {\vec {y}}_{i}} při zobrazení {\displaystyle \scriptstyle A}) tvoří {\displaystyle \scriptstyle k}-člennou lineárně nezávislou množinu vektorů v {\displaystyle \scriptstyle P}. Jejich lineární obal tedy tvoří {\displaystyle \scriptstyle k}-rozměrný podprostor prostoru {\displaystyle \scriptstyle P}, označme si ho jako {\displaystyle \scriptstyle Q}. Platí tedy {\displaystyle \scriptstyle Q\subset \subset P}, kde
{\displaystyle Q=\{{\vec {x}}_{1},\ldots ,{\vec {x}}_{k}\}_{\text{lin}}.}
Navíc víme, že jádro lineárního zobrazení též tvoří podprostor, tj. {\displaystyle \scriptstyle \ker A\subset \subset P}. Ukážeme nejprve, že součet těchto podprostorů je roven celému prostoru {\displaystyle \scriptstyle P} a že tento součet je navíc direktní. Neboli
{\displaystyle \ker A\oplus Q=P.}
Dokažme nejdříve inkluzi zleva doprava, tzn. že {\displaystyle \scriptstyle \ker A+Q\subset P}. To je ale zřejmé z konstrukce. Ukažme tedy opačnou inkluzi. Mějme nějaký libovolně zvolený vektor {\displaystyle \scriptstyle {\vec {x}}\in P} a najděme jeho rozklad do podprostorů {\displaystyle \scriptstyle \ker A} a {\displaystyle \scriptstyle Q}. Hledáme tedy vektory {\displaystyle \scriptstyle {\vec {q}}\in Q} a {\displaystyle \scriptstyle {\vec {r}}\in \ker A} takové, že {\displaystyle \scriptstyle {\vec {x}}={\vec {q}}+{\vec {r}}}. Protože {\displaystyle \scriptstyle {\vec {r}}} má ležet v jádru {\displaystyle \scriptstyle A}, platí {\displaystyle \scriptstyle A{\vec {x}}\ =\ A{\vec {q}}\ \in A(P)}. Existují tedy koeficienty z tělesa {\displaystyle \scriptstyle \alpha _{1},\ldots ,\alpha _{k}} takové, že
{\displaystyle A{\vec {x}}=A{\vec {q}}=\sum _{i=1}^{k}\alpha _{k}{\vec {y}}_{i}.}
Navíc {\displaystyle \scriptstyle A{\vec {x}}_{i}={\vec {y}}_{i}}, takže
{\displaystyle \sum _{i=1}^{k}\alpha _{k}{\vec {y}}_{i}=\sum _{i=1}^{k}\alpha _{k}A{\vec {x}}_{i}=A\left(\sum _{i=1}^{k}\alpha _{k}{\vec {x}}_{i}\right).}
Za vektor {\displaystyle \scriptstyle {\vec {q}}} tedy můžeme zvolit
{\displaystyle {\vec {q}}\equiv \sum _{i=1}^{k}\alpha _{k}{\vec {x}}_{i}.}
Vektor {\displaystyle \scriptstyle {\vec {r}}} pak vznikne jako rozdíl
{\displaystyle {\vec {r}}\equiv {\vec {x}}-{\vec {q}}.}
Pro libovolný vektor {\displaystyle \scriptstyle {\vec {x}}\in P} jsme tak nalezli jeho rozklad do podprostorů {\displaystyle \scriptstyle \ker A} a {\displaystyle \scriptstyle Q}.
Nyní ukažme, že se jedná o direktní součet. To je ekvivalentní tomu, že v průniku podprostorů {\displaystyle \scriptstyle \ker A} a {\displaystyle \scriptstyle Q} leží jen nulový vektor, tj. {\displaystyle \scriptstyle \ker A\cap Q=\{{\vec {0}}\}}. Vezměme tedy nějaký vektor {\displaystyle \scriptstyle {\vec {x}}} z průniku {\displaystyle \scriptstyle \ker A\cap Q}. Pokud o něm zjistíme, že je nulový, tak jsme hotovi. O libovolném vektoru z průniku jsme totiž ukázali, že je nulový. Protože {\displaystyle \scriptstyle {\vec {x}}\in \ker A\cap Q}, je určitě {\displaystyle \scriptstyle {\vec {x}}\in Q}. Existuje tedy {\displaystyle \scriptstyle k}-tice koeficientů {\displaystyle \scriptstyle \beta _{1},\ldots ,\beta _{k}} z tělesa taková, že
{\displaystyle {\vec {x}}=\sum _{i=1}^{k}\beta _{k}{\vec {x}}_{i}.}
Protože je {\displaystyle \scriptstyle {\vec {x}}} současně z jádra {\displaystyle \scriptstyle \ker A}, tak
{\displaystyle A{\vec {x}}=\sum _{i=1}^{k}\beta _{k}A{\vec {x}}_{i}=\sum _{i=1}^{k}\beta _{k}{\vec {y}}_{i}=0.}
Neboť jsou vektory {\displaystyle \scriptstyle {\vec {y}}_{i}} lineárně nezávislé, jsou všechny koeficienty {\displaystyle \scriptstyle \beta _{i}} nulové a platí tedy {\displaystyle \scriptstyle {\vec {x}}\ =\ {\vec {0}}}.
Zatím jsme tedy dokázali rovnost
{\displaystyle \ker A\oplus Q=P.}
Nyní můžeme použít první větu o dimenzi, z níž vyplývá
{\displaystyle \dim \ker A+\dim Q=\dim(\ker A\oplus Q)=\dim P.}
Podprostor {\displaystyle \scriptstyle Q} má ale stejnou dimenzi jako množina {\displaystyle \scriptstyle A(P)}. Dostali jsme tedy tvrzení věty.

### Příklad
Uvažujme reálný konečněrozměrný vektorový prostor {\displaystyle \scriptstyle V} a k němu prostor duální, nechť {\displaystyle \scriptstyle \dim V=n}. Mějme {\displaystyle \scriptstyle f}, funkcionál z duálního prostoru, a nechť {\displaystyle \scriptstyle {\vec {x}}} je vektor takový, že {\displaystyle \scriptstyle f({\vec {x}})=1}. Protože {\displaystyle \scriptstyle f} je funkcionál, je jeho obor hodnot z definice podmnožinou tělesa {\displaystyle \scriptstyle \mathbb {R} }, což je současně reálný vektorový prostor dimenze jedna, {\displaystyle \scriptstyle \dim \mathbb {R} =1}. Neboť je {\displaystyle \scriptstyle f} zjevně nenulový, je jeho obor hodnot jednodimenzionální (kdyby byl nulový, zobrazuje každý vektor na nulu a jeho obor hodnot má tedy dimenzi nula). Z druhé věty o dimenzi vyplývá, že dimenze jádra funkcionálu {\displaystyle \scriptstyle f} je
{\displaystyle \dim \ker f=\dim V-\dim {\text{ran}}\,f=n-1.}
Jádro zobrazení {\displaystyle \scriptstyle f} tedy tvoří {\displaystyle \scriptstyle (n-1)}-rozměrný podprostor prostoru {\displaystyle \scriptstyle V}. Z toho tedy vidíme, že jediné vektory, na které {\displaystyle \scriptstyle f} nedá nulu, jsou násobky vektoru {\displaystyle \scriptstyle {\vec {x}}}, neboli jeho lineární obal {\displaystyle \scriptstyle \{{\vec {x}}\}_{\text{lin}}}.